# Phthonosema tendinosaria
Phthonosema tendinosaria är en fjärilsart som beskrevs av Bremer 1864. Phthonosema tendinosaria ingår i släktet Phthonosema och familjen mätare. Inga underarter finns listade i Catalogue of Life.